# Лукул
44°50′22″ пн. ш. 33°33′15″ сх. д. / 44.83944° пн. ш. 33.55417° сх. д.
Луку́л (раніше Улу́-Кол; крим. Ulu Qol) — мис на заході Кримського півострова, що виходить до Каламітської затоки Чорного моря. Розташований в Бахчисарайському районі. Є південним вхідним мисом Каламітської затоки.
Акваторія Чорного моря біля мису оголошена заповідною, входить до складу Лукульского гідрологічного прибережного аквакомплексу, є еталоном взаємодії моря і суші.
1885 року на мисі був встановлений навігаційний маяк для забезпечення безпеки мореплавства при підході до порту Севастополь з північних напрямків.

## Назва мису
Назва мису імовірно походить від двох кримськотатарських слів «улу» та «кул», що в перекладі означає «великий схил», «великий скат». На перших картах Криму мис мав назву Улу-Кол (Улу-Кул), але надалі ця назва була трансформована в більш просту форму — Лукул.
Також ряд дослідників пов'язують назву з ім'ям римського полководця Лукулла Понтійського.

## Географія
Мис являє собою високий стрімкий берег червонуватого кольору, який гарно помітний з моря. Тут органічно поєднуються м'який, помірно-вологий приморський клімат та сухий клімат кримських степів. Рельєф переважно складається з глинястих порід, але біля самої води знаходяться пляжі з дрібного піску. Мис має 15 метрів у висоту.

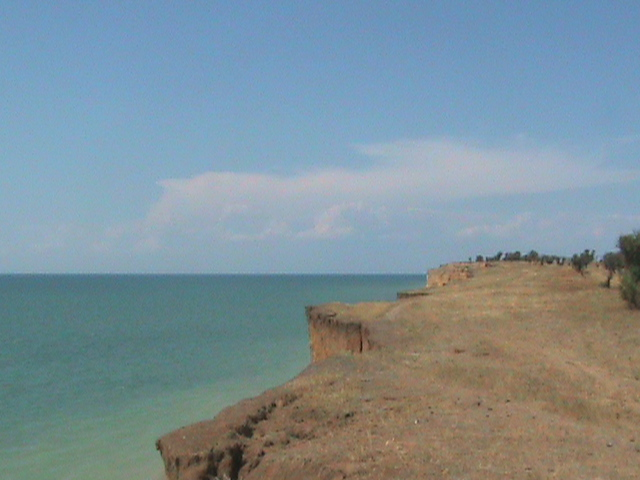
Вигляд на море з мису
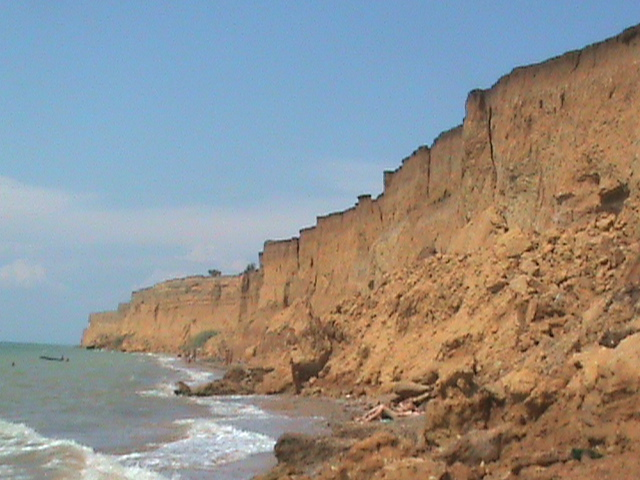
Мис Лукул
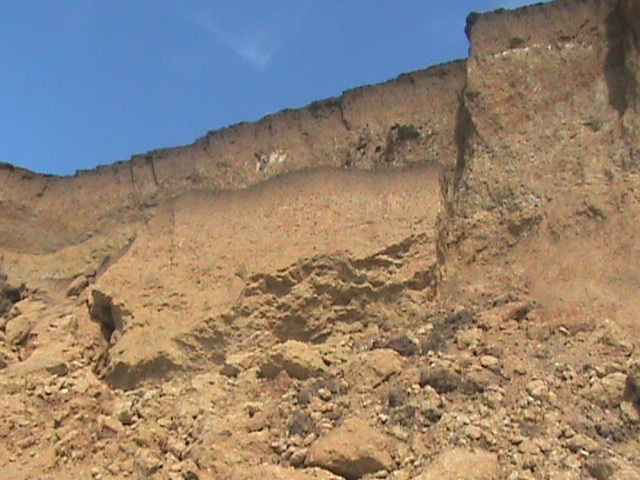
Осипання мису
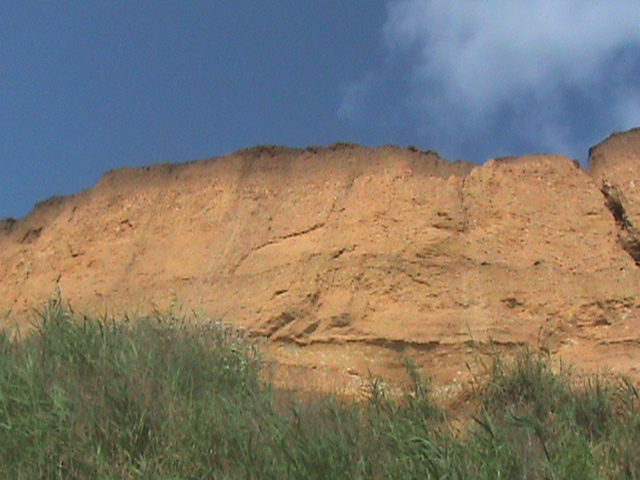
Глинястий розріз
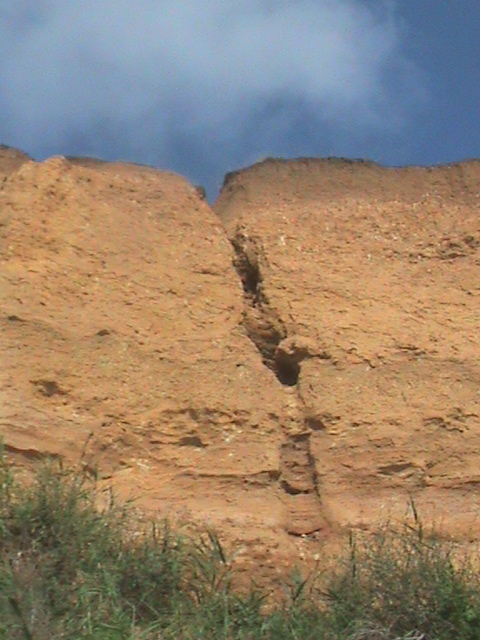
Розмивання мису
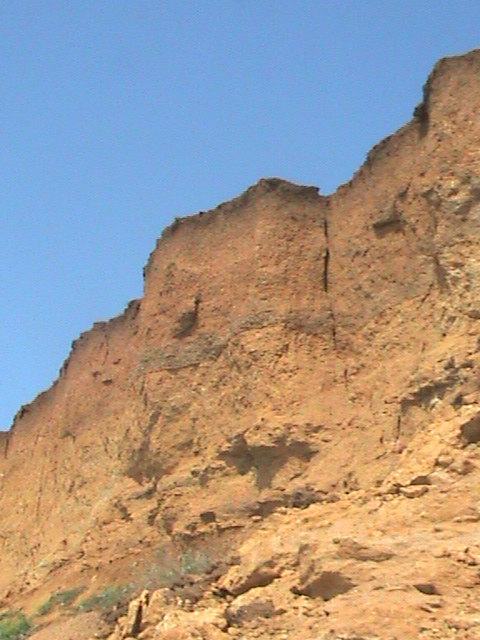
Тріщини в породі

## Флора і фауна
Флора та фауна на мисі Лукул аналогічна степовому Криму.
З флори представлені такі види: полин кримський, ковила, адоніс весняний, волошка Талієва та інші.
З фауни: степовий орел, степова мишівка, зрідка зустрічається стрепет, ще рідше степова гадюка та чотирьохсмугий полоз. З комах зустрічаються дибка степова, красуня блискуча, емпуза смугаста.